# Ebo dispar
Ebo dispar är en spindelart som beskrevs av Schick 1965. Ebo dispar ingår i släktet Ebo och familjen snabblöparspindlar. Inga underarter finns listade i Catalogue of Life.